# Fady Maalouf

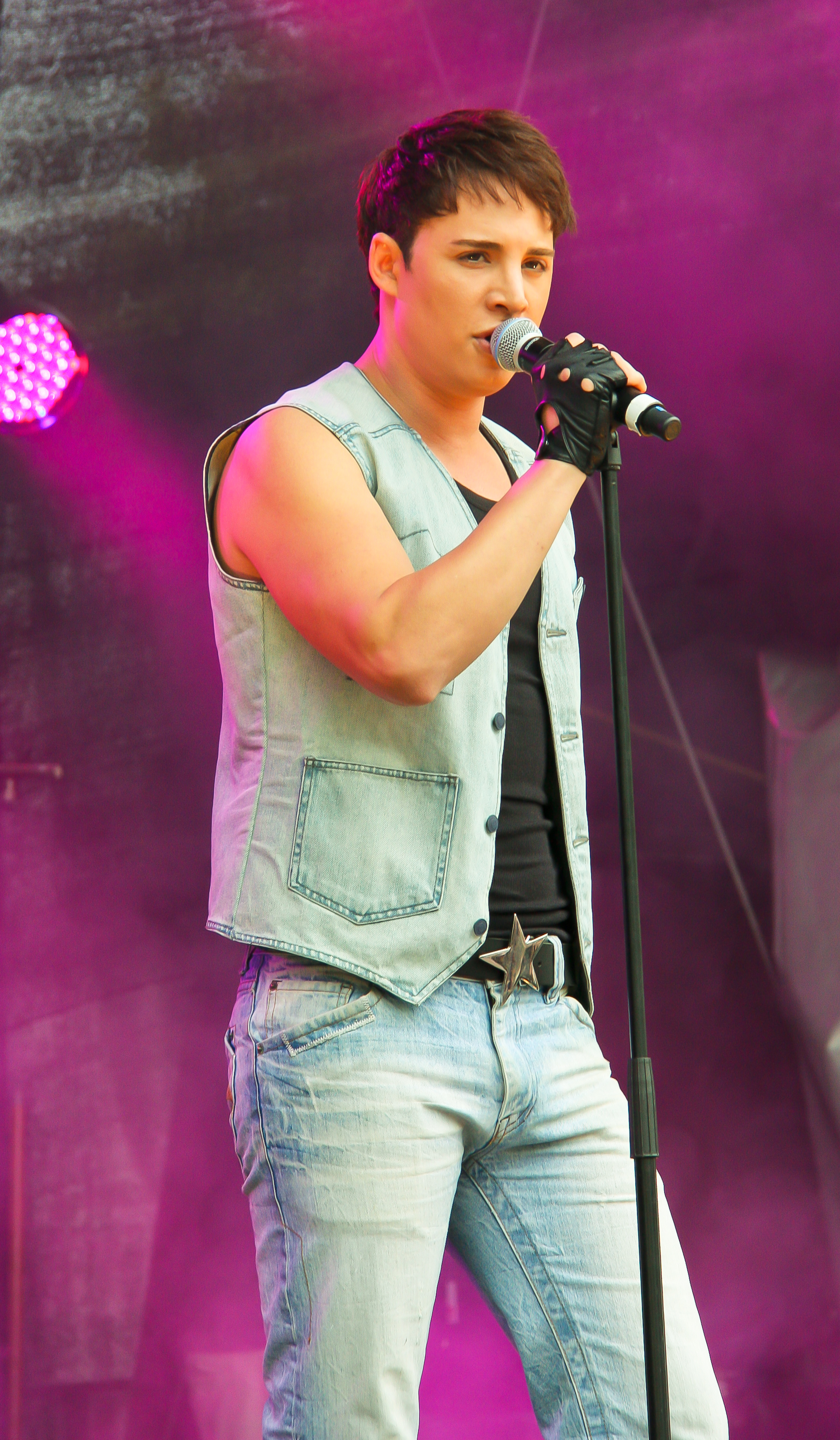
Fady Maalouf (2011)

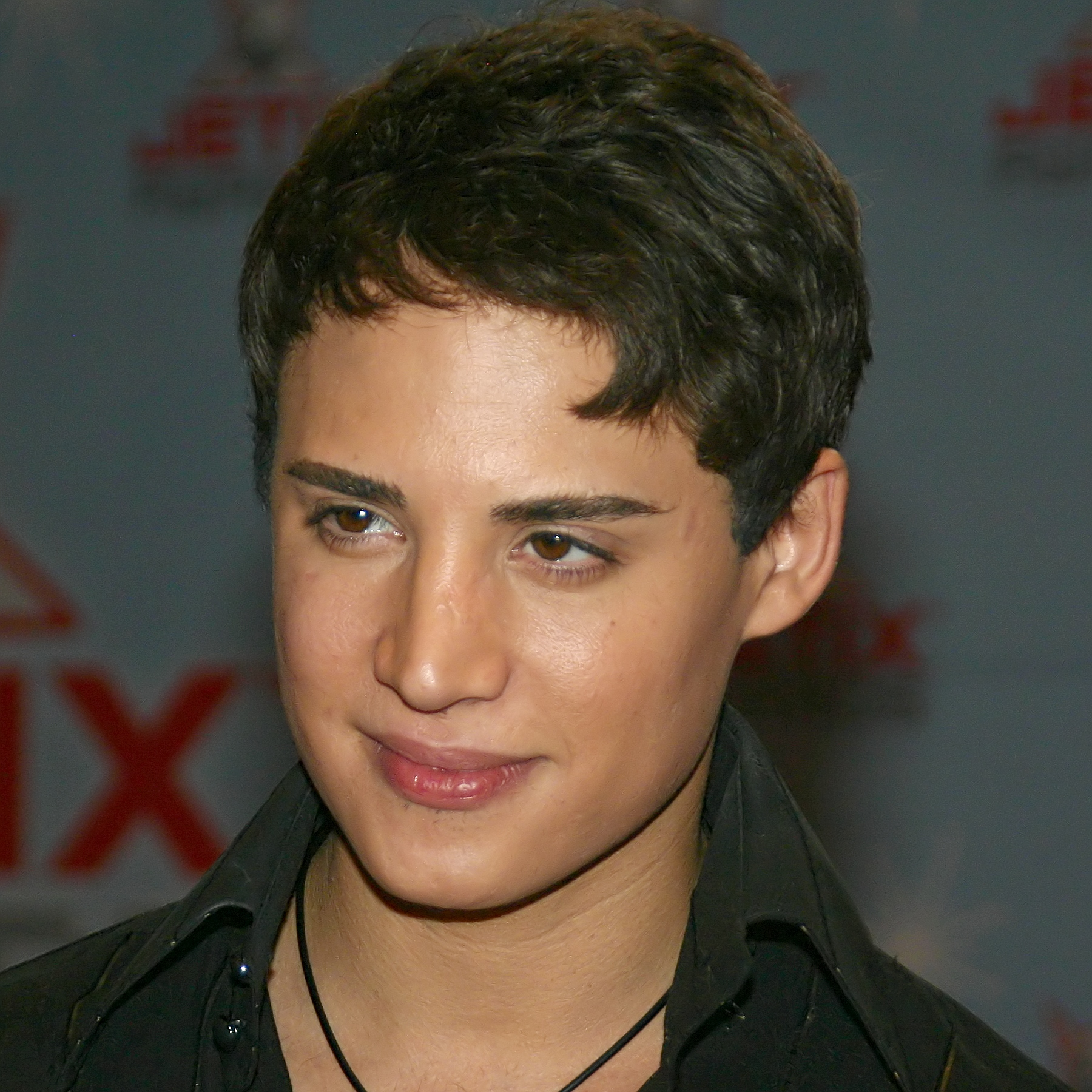
Fady Maalouf (2008)

Fady Mounir Maalouf (arabisch فادي معلوف, DMG Fādī Maʿlūf; * 20. April 1979 in Zahlé, Libanon) ist ein deutsch-libanesischer Popsänger. Maalouf wurde als Finalist der fünften Staffel der Castingshow Deutschland sucht den Superstar bekannt, die RTL von Januar bis Mai 2008 ausstrahlte.

## Biografie
Fady Maalouf wurde während des Bürgerkriegs im Libanon geboren. Er wurde zweimal von Granatsplittern im Gesicht verletzt und musste sich deswegen einer Reihe von Operationen unterziehen. Er lebte mit seiner Familie abwechselnd in einem Dorf in der Nähe des französischen Bordeaux und in seiner Heimat im Norden Beiruts.
Maalouf besuchte einen christlichen Kindergarten und sang im Kinderchor, bis er im Alter von 17 Jahren begann, als Sänger aufzutreten. Anschließend studierte er Modedesign, machte ein Praktikum beim libanesischen Modedesigner Elie Saab und arbeitete dann als Assistent in dessen Pariser Schneiderei.
Als sich 2006 die politische Situation in Beirut wieder verschärfte, kam Maalouf durch seinen Halbbruder nach Deutschland. Zuerst ließ er sich in Hamburg nieder, wo er als Barista arbeitete. Heute lebt er in Berlin, wo auch die Mitglieder seiner Band wohnen.

### DSDS und erste Erfolge
Im Sommer 2007 bewarb er sich als Kandidat bei der Castingshow Deutschland sucht den Superstar. In den Mottoshows wählten ihn die Zuschauer bis ins Finale, wo er am 17. Mai 2008 gegen Thomas Godoj antrat. Mit einer Anruferquote von 37,8 % belegte Maalouf schließlich den zweiten Platz.
Der für ihn produzierte Song Blessed  stammt aus der Feder von Jörgen Elofsson und Peer Astrom (Produzent Alex Christensen) und wurde nach einem Vertragsabschluss mit Columbia Records am 4. Juli 2008 als Single veröffentlicht. Maaloufs erstes Album trägt ebenfalls den Titel Blessed und wurde am 25. Juli veröffentlicht. Im November erschien mit der Single Amazed eine Coverversion des gleichnamigen Songs der Country-Band Lonestar sowie ein Re-Release des Blessed-Albums mit teilweise neuen Songs.
Im März 2010 erschien Maaloufs zweites Album Into the Light mit der gleichnamigen Single.
Am 15. September 2017 erschien das Album Indigo, das im Fuseroom Studio Berlin aufgenommen wurde.

## Auftritte bei DSDS
| Mottoshow (Datum)                                       | Lied                     | Originalinterpret               | Platzierung     |
| Top 15 Show: "Jetzt oder nie" (8. März 2008)            | Home                     | Michael Bublé                   | 2/15 mit 8,55 % |
| Aktuelle Superhits (15. März 2008)                      | Helpless When She Smiles | Backstreet Boys                 | 4/10 mit 7,08 % |
| Die größten Filmhits (22. März 2008)                    | She’s Like the Wind      | Patrick Swayze                  | 2/9 mit 21,09 % |
| Mariah Carey und Take That (5. April 2008)              | Back for Good            | Take That                       | 3/8 mit 8,54 %  |
| Greatest Hits (12. April 2008)                          | Your Song                | Elton John                      | 3/7 mit 13,91 % |
| Songs der Jury (19. April 2008)                         | We Have a Dream          | Deutschland sucht den Superstar | 3/6 mit 12,98 % |
| Partyklassiker und Balladen (26. April 2008)            | Never Gonna Give You Up  | Rick Astley                     | 2/5 mit 16,69 % |
| Partyklassiker und Balladen (26. April 2008)            | All by Myself            | Eric Carmen                     | 2/5 mit 16,69 % |
| Deutschland vs. England (3. Mai 2008)                   | Und wenn ein Lied        | Söhne Mannheims                 | 3/4 mit 19,22 % |
| Deutschland vs. England (3. Mai 2008)                   | Breathe Easy             | Blue                            | 3/4 mit 19,22 % |
| Beatles, Nummer-1-Hits und Dedicated to …(10. Mai 2008) | You Raise Me Up          | Westlife                        | 2/3 mit 30,32 % |
| Beatles, Nummer-1-Hits und Dedicated to …(10. Mai 2008) | Yesterday                | The Beatles                     | 2/3 mit 30,32 % |
| Beatles, Nummer-1-Hits und Dedicated to …(10. Mai 2008) | Feeling Good             | Michael Bublé                   | 2/3 mit 30,32 % |
| Finale (17. Mai 2008)                                   | Careless Whisper         | George Michael                  | 2/2 mit 37,80 % |
| Finale (17. Mai 2008)                                   | She’s Like the Wind      | Patrick Swayze                  | 2/2 mit 37,80 % |
| Finale (17. Mai 2008)                                   | Blessed                  | Fady Maalouf                    | 2/2 mit 37,80 % |

## Diskografie

### Studioalben
| Jahr | Titel          | Höchstplatzierung, Gesamtwochen, AuszeichnungChartplatzierungen (Jahr, Titel, Platzierungen, Wochen, Auszeichnungen, Anmerkungen) | Höchstplatzierung, Gesamtwochen, AuszeichnungChartplatzierungen (Jahr, Titel, Platzierungen, Wochen, Auszeichnungen, Anmerkungen) | Höchstplatzierung, Gesamtwochen, AuszeichnungChartplatzierungen (Jahr, Titel, Platzierungen, Wochen, Auszeichnungen, Anmerkungen) | Anmerkungen                             |
| Jahr | Titel          | DE | AT | CH | Anmerkungen                             |
| ---- | -------------- | --- | --- | --- | --------------------------------------- |
| 2008 | Blessed        | DE2 (9 Wo.)DE | AT7 (7 Wo.)AT | CH7 (7 Wo.)CH | Erstveröffentlichung: 25. Juli 2008     |
| 2010 | Into the Light | DE33 (1 Wo.)DE | AT42 (1 Wo.)AT | — | Erstveröffentlichung: 12. März 2010     |
| 2012 | City of Gold   | — | — | — | Erstveröffentlichung: 16. November 2012 |

### EPs
- 2017: Indigo

### Singles
| Jahr | Titel Album    | Höchstplatzierung, Gesamtwochen, AuszeichnungChartplatzierungen (Jahr, Titel, Album, Platzierungen, Wochen, Auszeichnungen, Anmerkungen) | Höchstplatzierung, Gesamtwochen, AuszeichnungChartplatzierungen (Jahr, Titel, Album, Platzierungen, Wochen, Auszeichnungen, Anmerkungen) | Höchstplatzierung, Gesamtwochen, AuszeichnungChartplatzierungen (Jahr, Titel, Album, Platzierungen, Wochen, Auszeichnungen, Anmerkungen) | Anmerkungen                             |
| Jahr | Titel Album    | DE | AT | CH | Anmerkungen                             |
| ---- | -------------- | --- | --- | --- | --------------------------------------- |
| 2008 | Blessed        | DE2 (11 Wo.)DE | AT8 (11 Wo.)AT | CH11 (7 Wo.)CH | Erstveröffentlichung: 4. Juli 2008      |
| 2008 | Amazed Blessed | DE26 (5 Wo.)DE | AT52 (1 Wo.)AT | — | Erstveröffentlichung: 21. November 2008 |
| 2010 | Into the Light | DE44 (2 Wo.)DE | AT72 (1 Wo.)AT | — | Erstveröffentlichung: 5. März 2010      |

Weitere Veröffentlichungen
- 2012: Neyla
- 2013: Wenn es still um uns wird… (feat. C:est Lena!)